# Туркменистан на олимпийските игри
За първи път като независима държава Туркменистан участва на Олимпийски игри през 1996 и оттогава насетне неизменно присъства на летни Олимпиади. Страната никога не е участвала на Зимни олимпийски игри.
От 1952 до 1988 туркменските спористи са част от отбора на Съветския съюз, а през 1992 на Игрите в Барселона са част от Обединения отбор, който включва представители на всички бивши съвестки републики.
Туркменският олимпийски комитет е създаден през 1990 и признат от Международния олимпийски комитет година през 1993.
Туркменистан е единствената бивша съветска република, която никога не е печелила медал като самостоятелн участник на Олимпиада.

## Резултати по игри
| Година       | Спортове | Участници | Медали | Медали | Медали | Медали |
| ------------ | -------- | --------- | ------ | ------ | ------ | ------ |
| Година       | Спортове | Участници | Злато  | Сребро | Бронз  | Общо   |
| Атланта 1996 | 6        | 7         | 0      | 0      | 0      | 0      |
| Сидни 2000   | 6        | 8         | 0      | 0      | 0      | 0      |
| Атина 2004   | 6        | 9         | 0      | 0      | 0      | 0      |
| Пекин 2008   | 5        | 10        | 0      | 0      | 0      | 0      |
| Лондон 2012  | 5        | 10        | 0      | 0      | 0      | 0      |
| Общо         | Общо     | Общо      | 0      | 0      | 0      | 0      |